# Mollington Tarrant
Mollington Tarrant var en civil parish från 1866 till 1901 då den blev en del av Mollington, i grevskapet Cheshire, i England. Civil parish var belägen 5 km från Chester och hade 224 invånare år 1891.